# Coriolan Ardouin
 (août 2025).
Si vous disposez d'ouvrages ou d'articles de référence ou si vous connaissez des sites web de qualité traitant du thème abordé ici, merci de compléter l'article en donnant les références utiles à sa vérifiabilité et en les liant à la section « Notes et références ».
Pour les articles homonymes, voir Ardouin.
Coriolan Ardouin, né le  11 décembre 1812 et mort le 12 juillet 1835, est un poète haïtien. Il fut professeur puis directeur de lycée, haut fonctionnaire (secrétaire du Conseil des Ministres en 1868, délégué élu en 1885), réélu six fois, en 1888 il est président de la chambre, journaliste (il fonda un journal, Les Bigailles). Il connut la prison pour ses idées politiques en 1883. Représentatif d'un courant littéraire que l'on a appelé « pseudo-classique ». L'alexandrin, la rime parfaite et l'évocation de l'Antiquité gréco-latine en sont les signes littéraires extérieurs. Cependant, ce point de vue est combattu par d'autres critiques haïtiens. Coriolan Ardouin est notamment classé, dans l'histoire littéraire haïtienne, comme un écrivain  faisant partie de l'École de 1836 ou du Cénacle des Frères Nau. Le débat autour de l'inscription ou non de l'auteur dans le mouvement littéraire haïtien  « l'École de 1836»,  qui fait suite au décès du poète s'explique, d'une part, par sa mort prématurée (1835); d'autre part, par les choix thématiques chers au romantisme universel. D'où, sa présence approuvée comme auteur dans le deuxième mouvement littéraire haïtien, aussi dénommé  « Début du romantisme haïtien », 1836-1860 [⁷]. (sans dissertation) Poète éclectique

## Sa poésie
Gustave-Léonard-Coriolan Ardouin était le fils d'Alexis Ardouin (1770-1824) et de Suzanne Léger (1773-1828). Il était né le 11 décembre 1812 à Petit-Trou-de-Nippes, un petit port de la côte nord de la presqu'île du sud, et décédé le 12 juillet 1835 à Port-au-Prince. il est issu d'une famille de onze enfants, dont les deux frères, Beaubrun et Céligny, qui furent historiens et hommes politiques.
La vie même d'Ardouin est une tragédie grecque : le jour de sa naissance un papillon noir se posa sur son berceau et son grand frère âgé de 2 ans agonisa dans une chambre voisine. Lui-même, né avec une santé fragile, était sujet à des troubles nerveux. Les décès successifs de son père, de sa mère et de sa sœur aînée au cours de son adolescence perturbèrent ses études. À l'âge de 15 ans, il était totalement orphelin. Par la suite, il se tourna vers Emma, une amie de sa sœur qui lui procura les délices de l'amour. Elle est fauchée par les griffes de la mort. Il fit la rencontre d'Amélia Sterling, brune aux lèvres violettes, aux grands yeux noirs, à la taille élancée, à la voix tendre et caressante et à la chevelure et abondante ; elle tombe malade elle aussi. Malgré cela Coriolan Ardouin se maria avec elle le 27 mai 1835. Leur enfant mourut au berceau et sa femme Amélia le suivit cinq mois plus tard. Très tôt, le jeune Coriolan fut un être secret et solitaire, plus porté à lire sous un arbre qu'à jouer avec les négrillons du voisinage. Coriolan Ardouin, contaminé par la tuberculose, incurable à cette époque, mourut le 12 juillet 1835, à l'âge de 23 ans. Sa poésie est marquée par l'influence de Casimir Delavigne et de Lamartine.
Un être aussi sensible ne pouvait que vénérer la passion amoureuse dans ce qu'elle a de plus noble. Le Douloureux n'a laissé qu'une seule œuvre, publiée de manière posthume en 1837, Reliques d'un poète haïtien. Dans l'intervalle, entre la disparition de sa bien-aimée et la sienne annoncée, c'est dans la nature qu'il trouva un ultime refuge :
« La mer que nul vent ne soulève
Mourir tranquille et sans voix ».

## Ses œuvres
C'est par les soins d'Émile Nau que fut publié à titre posthume l'unique recueil de poèmes de Coriolan Ardouin en 1837, sous le titre « Reliques d'un poète haïtien ». Dans l'intervalle, entre la disparition de sa bien-aimée et la sienne annoncée, c'est dans la nature qu'il trouva un ultime refuge : « La mer que nul vent ne soulève. Mourir tranquille et sans voix ».
- Reliques d'un poète haïtien (1837)

## L'esthétique de Coriolan Ardouin
Coriolan Ardouin est varié dans son inspiration. cependant, on le voit, son âme douloureuse a marqué son œuvre poétique d'un accent mélancolique et sombre. aussi son art est-il avant tout un art de sincérité: sa poésie est une poésie vécue. Elle émeut directement comme le spectacle de la souffrance elle-même. Il faut remarquer l'emploi constant de l'exclamation chez lui: elle revient près de cent cinquante fois.
Une étude de vocabulaire de C. Ardouin nous révèlerait que les mots les plus employés par lui sont synonymes ou évocateurs de la douleur, de la tristesse ou du désespoir. Si des mots de joies entrent dans la trame de son vers, assez souvent, c'est pour mieux faire sentir par contraste l'amertume de son cœur. Les mots : pleurs, douleurs, cœur, yeux, cieux, amour, jour, étoile, voile, reviennent à la rime une demie douzaine de fois dans l'ensemble de l'œuvre du poète.